# Barton Turf
Barton Turf är en civil parish i Storbritannien.   Den ligger i grevskapet Norfolk och riksdelen England, i den sydöstra delen av landet, 170 km nordost om huvudstaden London. Antalet invånare är 480. Arean är 10,9 kvadratkilometer.
Terrängen i Barton Turf är mycket platt.